# 한국성폭력상담소
한국성폭력상담소는 대한민국의 사단법인이다. 1991년 4월 13일에 개소하였다. 성폭력 피해자들에 대해 심리적·법적·의료적 상담 등을 실시하여 피해자로 하여금 그 피해 상황을 극복하고 건강한 삶을 영위하도록 조력하고, 성폭력의 원인·예방·대책 등에 대한 연구를 통해 인간 중심적 성문화를 공동체에 정착시키는 데 기여하고 여성 인권을 회복하는 일에 일조하는 것을 설립목적으로 밝혔다.

## 출판물
- 《성폭력피해생존자와 함께 살아가기 위한 젠더감수성교육 자료집》. 한국성폭력상담소. 2010년.
- 《성폭력가해자 상담원을 위한 역량강화 워크샵 자료집》. 한국성폭력상담소. 2010년.
- 한국성폭력상담소·김백애라·정정희. 《거침없는 아이 난감한 어른》. 문학동네. 2011년. ISBN 9788954614498
- 한국성폭력상담소. 《보통의 경험》. 이매진. 2011년. ISBN 9788993985443
- 한국성폭력상담소. 《성폭력 뒤집기》. 이매진. 2011년. ISBN 9788993985436
- 이미경·권김현영·김민혜정·장임다혜·최선영·허은주. 《성폭력에 맞서다》. 한울. 2013년. ISBN 9788946046788
- 《'1122 성폭력 법 개정의 성과와 과제 - 반성폭력 운동의 미래를 묻다' 토론회 자료집》. 한국성폭력상담소. 2013년.
- 《27기 성폭력전문상담원 기본교육 자료집》. 한국성폭력상담소. 2013년.
- 《'들어라 세상아 나는 말한다, 이후 십 년' 성폭력생존자말하기대회 10주년 포럼 자료집》. 한국성폭력상담소. 2013년.
- 《한국성폭력상담소 부설연구소 울림 개소 기념 포럼 자료집》. 한국성폭력상담소. 2014년.
- 김지현·김효진·이미경·이소은·이어진. 《우리들의 삶은 동사다》. 이매진. 2014년. ISBN 9791155310571